# Александар Петровић (редитељ)
Александар Саша Петровић (Париз, 14. јануар 1929 — Париз, 20. август 1994) је био српски редитељ, универзитетски професор, писац и филмски теоретичар. Сматра се једним од зачетника југословенског Црног таласа.

## Биографија
Александар Саша Петровић је рођен у Паризу 1929. године. Студије режије је започео на ФАМУ, чувеној филмској академији у Прагу. Дипломирао је 1955. године на Београдском универзитету историју уметности. Предавао је филмску режију на Факултету драмских уметности у Београду.
Александар Петровић је 1962. године постављен за професора на Академији за филмску режију, позориште и телевизију у Београду. Држао је катедру за сценографију.
Године 1969, француска влада је одликовала Александра Петровића витезом Реда уметности и књижевности, а одликовање је примио од Андреа Малроа, последњег министра културе генерала де Гола. То је био први пут да је један југословенски филмски стваралац био препознат на овај начин.
Дуги низ година био је председник Удружења југословенских филмских стваралаца. Такође је био оснивач и члан Европске академије за филм и телевизију.
Члан SACD-а (Друштва драмских аутора и композитора у Паризу, Бриселу и Монтреалу), био је један од оснивача Академије филмских уметности и наука (AFUN-Академија за филмску уметност и науку) у Југославији и један од оснивача и председник FEST-а (Београдског фестивала најбољих страних филмова).
Александар Петровић је био председник или члан жирија бројних националних и међународних фестивала (био је члан жирија 17. Берлинског међународног филмског фестивала 1967. и Филмског фестивала у Кану 1971. године).
1973. године избачен са Филмске академије и одузет му је пасош. Тада је ушао у период немилости у Југославији који ће трајати осамнаест година. Сматра се опасном и проблематичном особом за режим. Тек 1990-их је Суд званично пресудио у његову корист, закључивши да је то била „неприхватљива политичка дисквалификација“. Александар Петровић је касније појаснио да је то била политичка завера усмерена против њега лично. Његов статус наставника биће враћен.
Београдски фестивал уметничких филмова (ФАФ) основан је 1995. године у част Александра Петровића. Главна награда носи име велике награде Александар Саша Петровић.
Преминуо је 20. августа 1994. године у Паризу. Сахрањен је на гробљу Пер Лашез.

### Политичко ангажовање
Крајем децембра 1989. придружио се оснивачком одбору Демократске странке у Србији, прве опозиционе антикомунистичке странке у Србији. Александар Петровић је био један од првих интелектуалаца који се супротставио Слободану Милошевићу. Основао је Либералну странку почетком 1990-их, остајући њен потпредседник до своје смрти. Тврдио је да је либерални демократа и да се противи националистичким ексцесима и рату.

## Каријера
Два његова филма су била номинована за Оскара за најбољи страни филм: Три 1966. године и Скупљачи перја 1967. године. Потоњи био је први филм који је представио постојање Рома у друштву и свакодневном животу; то је такође био први дугометражни филм у којем су Роми говорили својим језиком. Већину улога су играли прави Роми. Петровић је једном приликом изјавио:"Као дете, посматрао сам их и видео у тим људима веру и ирационалност“. Филм Скупљачи перја освојио је FIPRESCI награду и Велику награду жирија на филмском фестивалу у Кану, а био је номинован и за Златни глобус. Године 1967. Петровић је био члан жирија на 17. Берлинском међународном филмском фестивалу.
Један од његових најпознатијих филмова је Биће скоро пропаст света. Петровић је инспирацију за овај филм пронашао у роману Фјодора Достојевског Зли дуси. Филм је номинован за Златну палму на Филмском фестивалу у Кану 1969. године.
Чак седам његових филмова — „Двоје”, „Дани”, „Три”, „Скупљачи перја”, „Биће скоро пропаст света”, „Мајстор и Маргарита” и „Сеобе” уврштени су међу 100 српских играних филмова проглашених 2016. године за национално културно добро од великог значаја.
Александар Петровић је оставио за собом безброј текстова. Од 1949. године па све до краја живота писао је за бројне новине и стручне часописе, како југословенске тако и међународне. Годинама је био филмски критичар, есејиста и новинар. Аутор је стотина чланака о кинематографији и филмској теорији, укључујући Нови филм I: 1960-1965 и Нови филм II: Црни филм (1965-1970). Пред крај живота, Александар Петровић је такође писао чланке о политици и активно се бавио демократијом.

## Филмографија
- Уз друга је друг (1955)
- Лет над мочваром (1956)
- Петар Добровић (1957)
- Једини излаз (1958)
- Путеви (1958)
- Рат - рату (1960)
- Двоје (1961)
- Дани (1963)
- Записник (1964)
- Три (1965)
- Сабори (1965)
- Скупљачи перја (1967)
- Биће скоро пропаст света (1968)
- Мајстор и Маргарита (1972)
- Групни портрет са дамом (1977)
- Сеобе (1989)